# GAZ-69

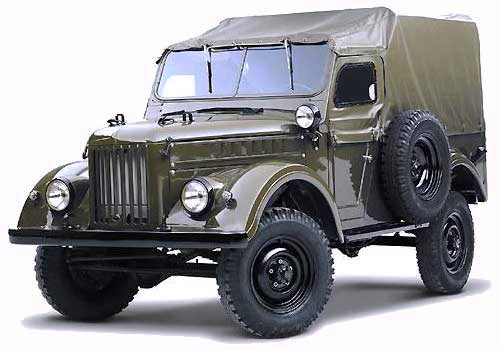
Camió militar (GAZ-69)

El GAZ-69 és un vehicle lleuger de tracció 4x4 produït per GAZ (ГАЗ, o la Gorkovskij Awtomobilnyj Zavod/Planta Automotríz de Gorki) entre 1953 i 1972.

## Ús militar

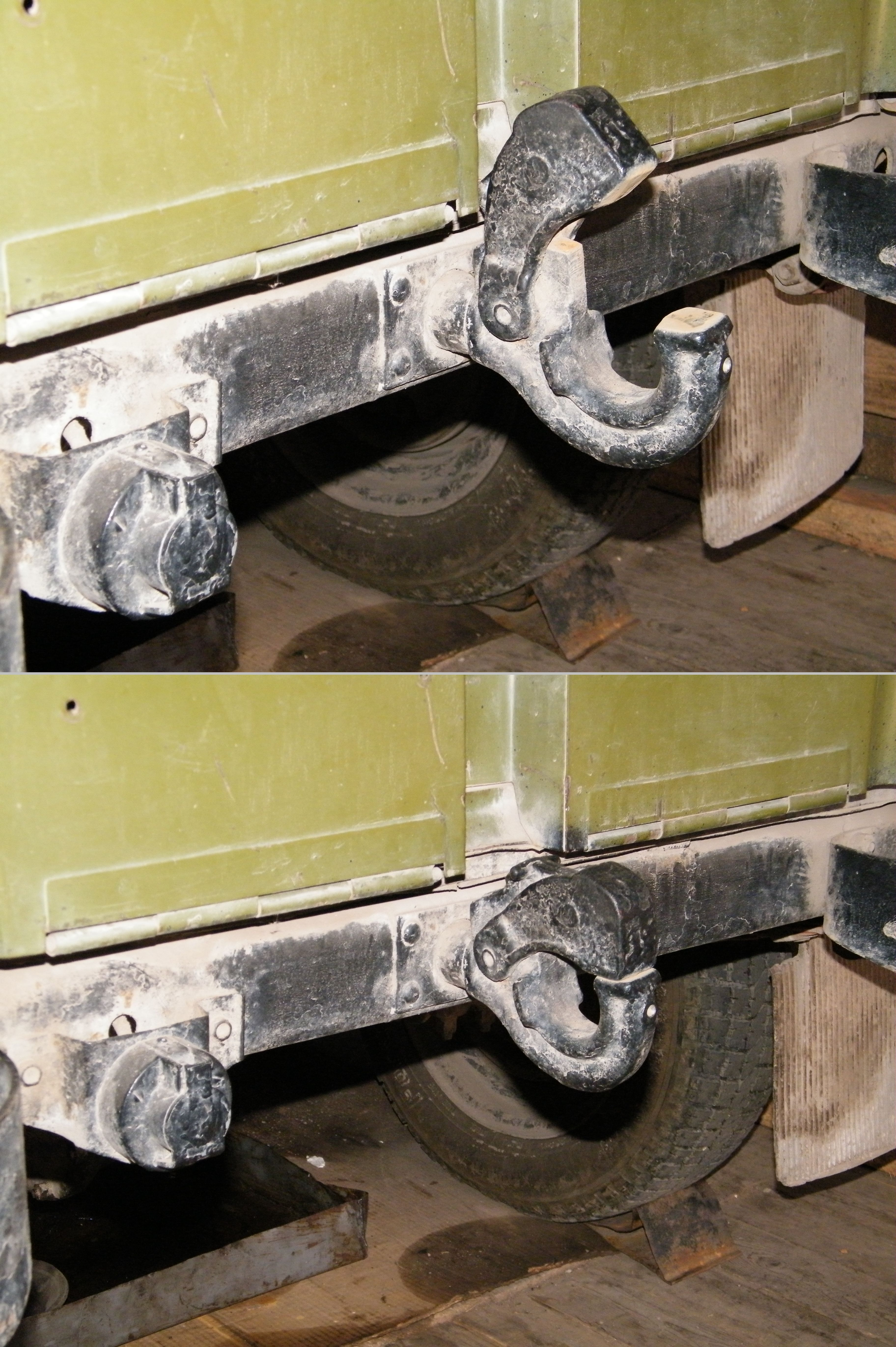
Dispositiu de remolc del GAZ-69

Es va fabricar la versió 2P26 per a les forces militars soviètiques amb el sistema antitanque AT-1 Snapper, així mateix es va usar molt intensament a Afganistan en els anys 70; normalment en colors kaki, negre i blau.

## Ús civil
Normalment s'usa com una eficient manera de transport, i es valora molt a causa de la seva robustesa i fiabilitat mecànica. És molt comú veure-ho en països de Sud-amèrica, Àfrica i a Àsia en general, però és més comú en la península indoxinesa (Cambodja, Laos, Mongòlia i Vietnam); on s'usa més que tot a les zones on no existeixen vies asfaltades, o a les zones on calen vehicles dotats de força i una gran mobilitat.